# Mike Braun
Michael K. Braun (/ˈbrɔːn/; nascido em 24 de março de 1954) é um empresário e político americano que foi senador júnior dos Estados Unidos por Indiana. Atualmente, é o governador do estado do Indiana desde janeiro de 2025. Anteriormente, ele representou o 63º distrito na Câmara dos Representantes de Indiana de 2014 a 2017. Membro do Partido Republicano, Braun foi eleito para o Senado dos Estados Unidos em 2018, derrotando o candidato democrata Joe Donnelly.